# JAC S2

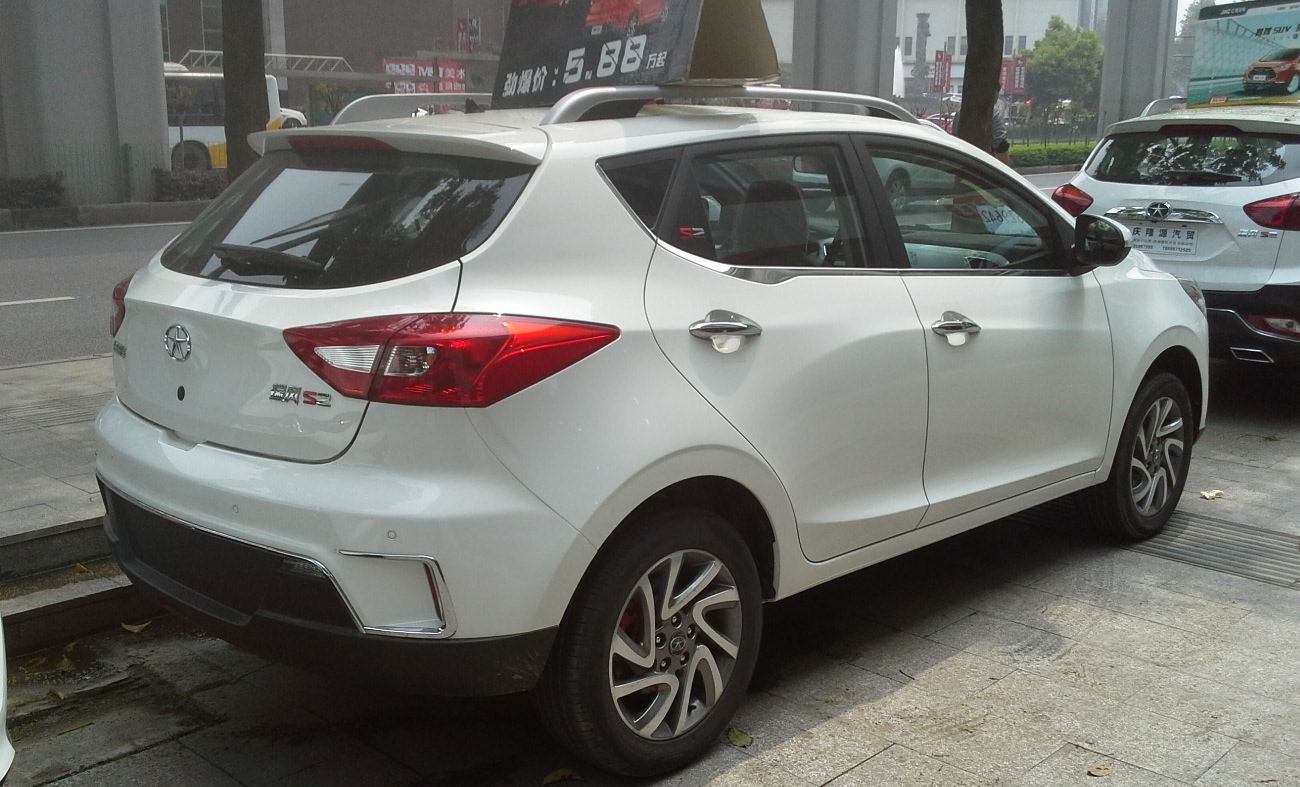
Heckansicht

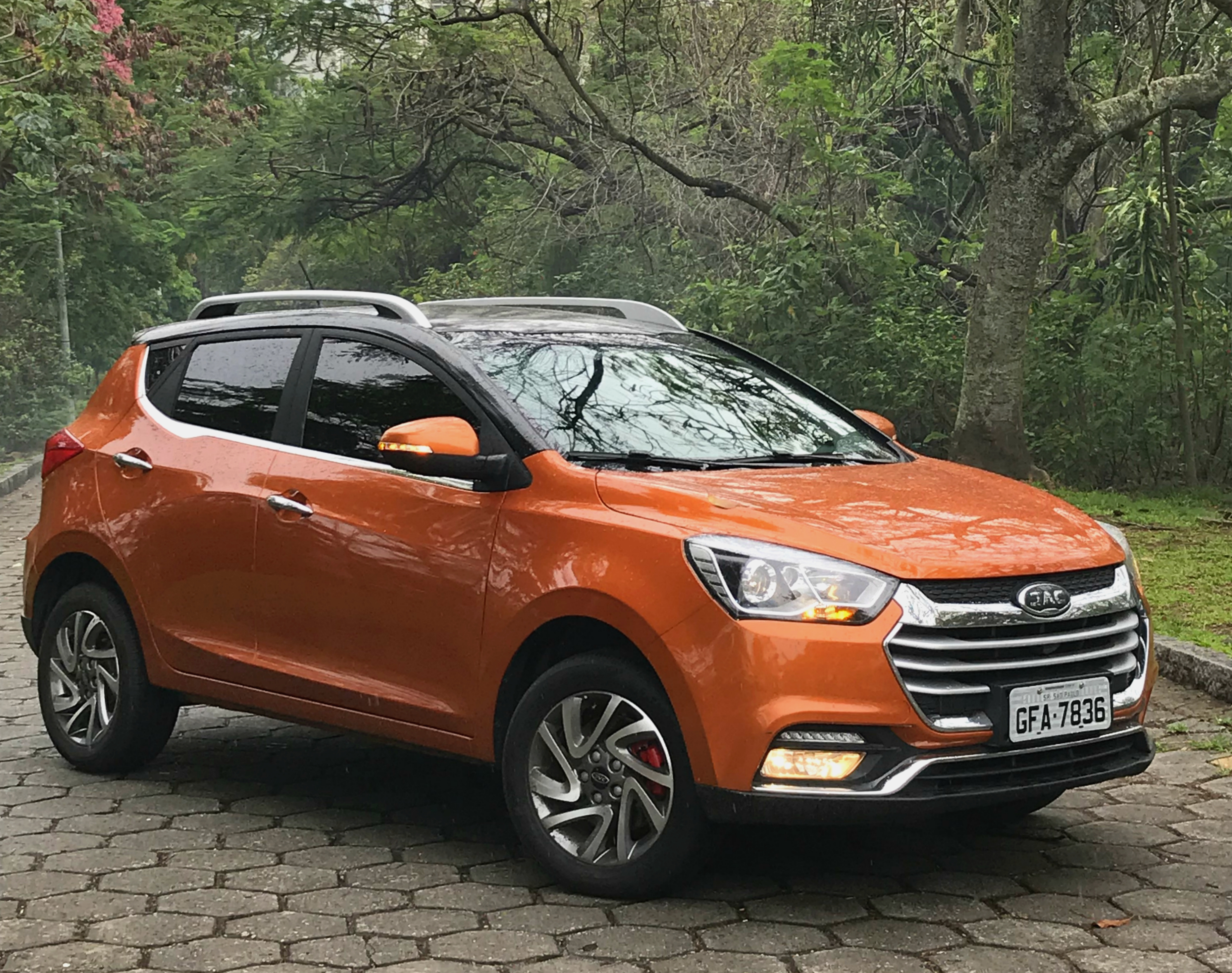
JAC T40

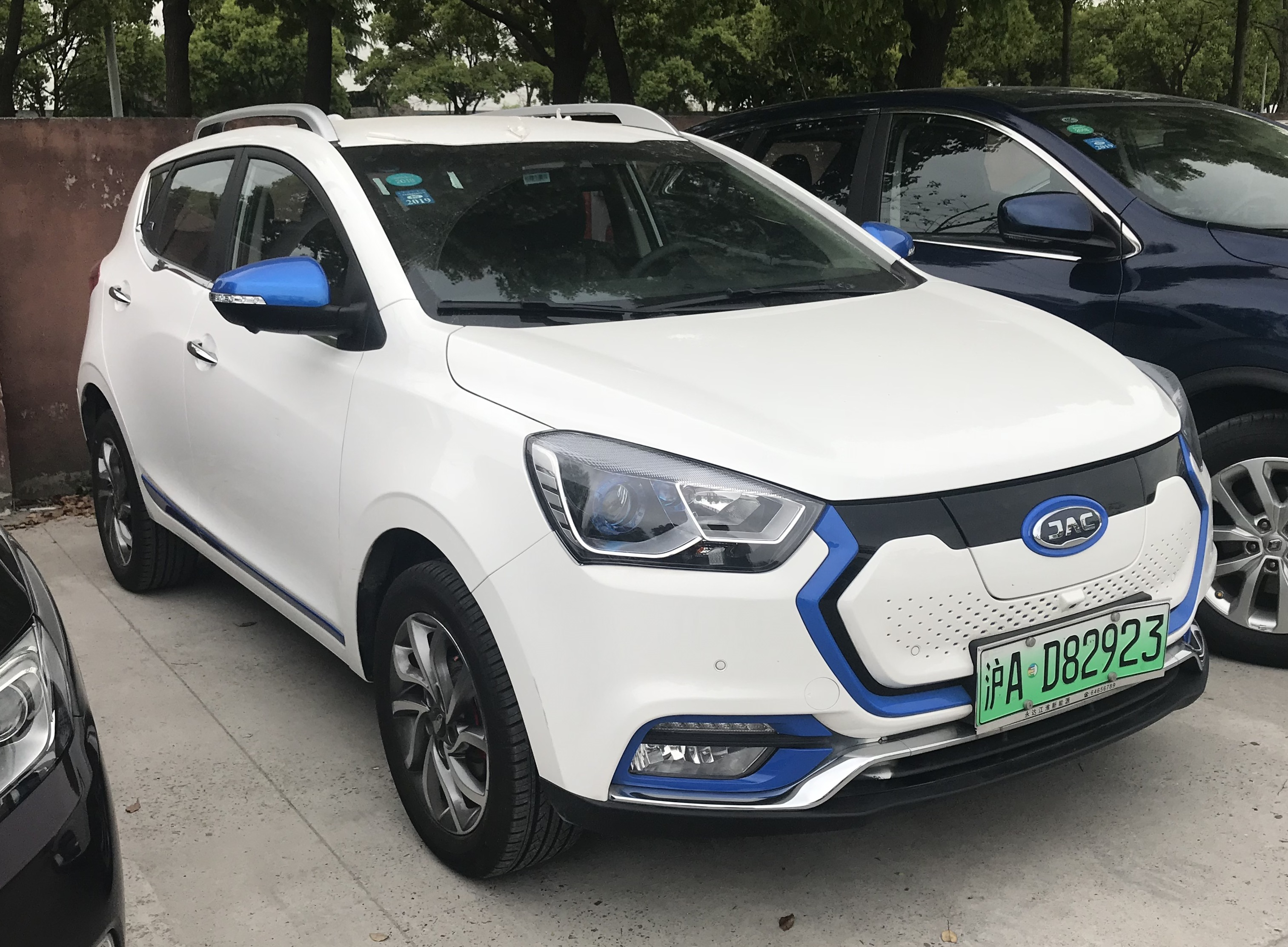
JAC iEV7S (seit 2017)

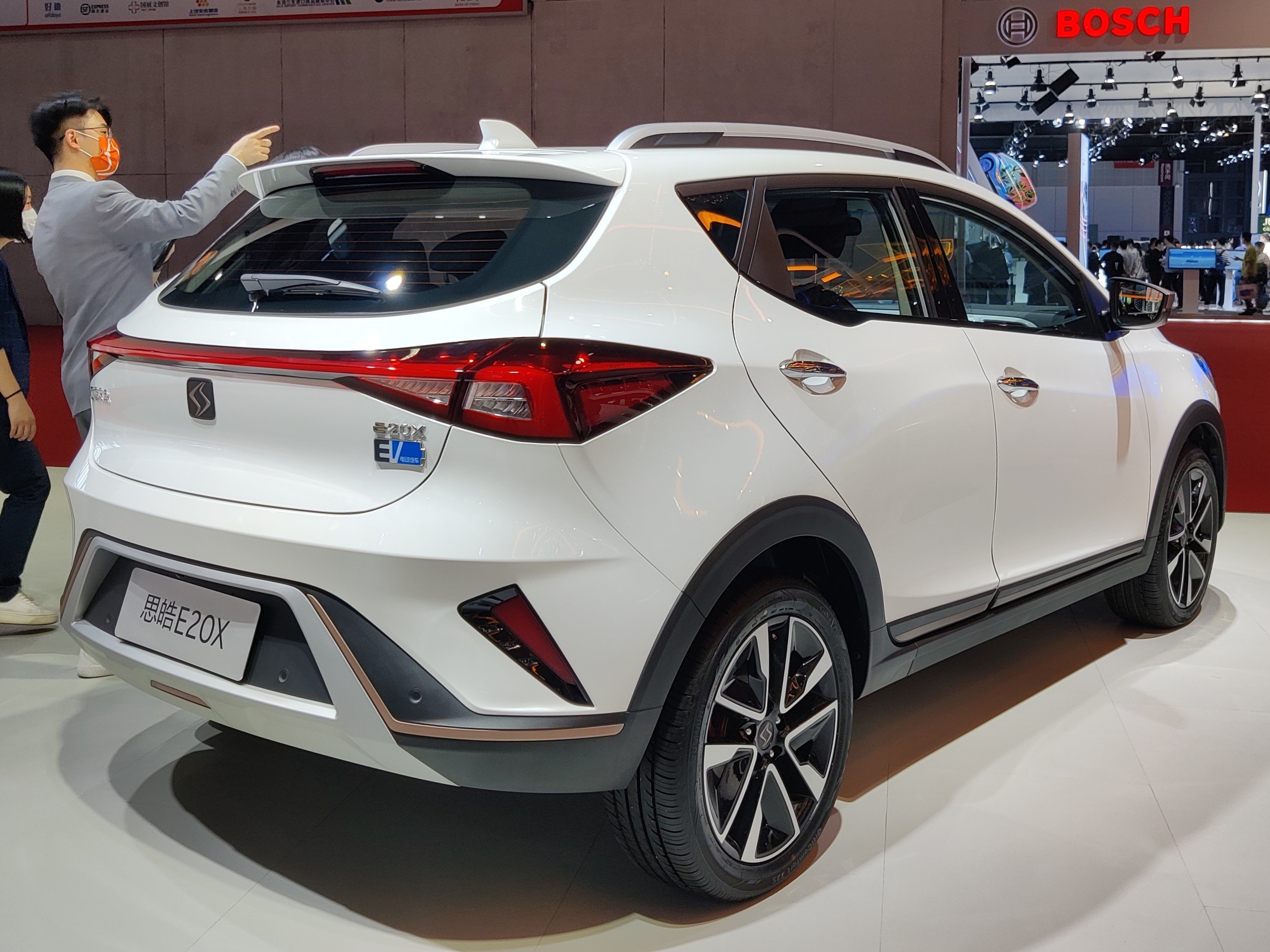
Sol E20X (2019–2021)

Der JAC S2 ist ein seit 2015 gebautes Kompakt-SUV des chinesischen Automobilherstellers JAC, das über dem JAC S2 Mini und unter dem JAC S3 platziert ist.

## Geschichte
Erstmals vorgestellt wurde der S2 auf der Shanghai Auto Show im April 2015. Verkauft wird der Fünfsitzer in China seit dem 31. August 2015. In Brasilien wurde das Fahrzeug als JAC T40 bzw. JAC iEV40 vertrieben.
Eine überarbeitete Version der Baureihe wurde im Juli 2024 vorgestellt.

### Elektroversion
Seit dem 27. Oktober 2017 ist in China der JAC iEV7S mit einem 85 kW (116 PS) starken Elektromotor erhältlich. Das Fahrzeug hat eine Batterie mit einer Kapazität von 40 kWh. Die Reichweite gibt JAC nach NEFZ mit 300 km, die Höchstgeschwindigkeit mit 130 km/h an. Seit Frühjahr 2019 wird die Elektroversion auch in Österreich von RWA Raiffeisen Ware Austria vertrieben.
Im Mai 2018 präsentierte der Volkswagen-Konzern gemeinsam mit JAC in Hefei den Sol E20X, der nahezu baugleich mit dem JAC iEV7S ist. Er stellt das erste Modell der neu gegründeten Marke Sol (chinesisch: 思皓) dar. Bereits auf der Beijing Auto Show im April 2018 wurde ein seriennahes Fahrzeug gezeigt. Ursprünglich wollte der Volkswagen-Konzern das Elektroauto unter der Marke Seat verkaufen, die chinesische Regierung erlaubte dies jedoch nicht. Im Herbst 2019 kam der Sol E20X in China in den Handel.
Im April 2020 präsentierte der italienische Hersteller DR Automobiles den auf dem iEV7S basierenden EVO 3 Electric. Im Juni 2021 folgte auch die Verbrennerversion.

## Technische Daten
|                                             | 1.5                           | 1.6                   | 1.5 VVT 16V JetFlex                                    | iEV7S                     |
| ------------------------------------------- | ----------------------------- | --------------------- | ------------------------------------------------------ | ------------------------- |
| Bauzeitraum                                 | seit 08/2015                  | 08/2015–04/2020       | 08/2015–11/2022                                        | seit 10/2017              |
| Motorkenndaten                              |                               |                       |                                                        |                           |
| Motortyp                                    | R4-Ottomotor                  | R4-Ottomotor          | R4-Ottomotor                                           | Elektromotor              |
| Hubraum                                     | 1499 cm³                      | 1590 cm³              | 1499 cm³                                               | —                         |
| max. Leistung bei min−1                     | 83 kW (113 PS) / 6000         | 88 kW (120 PS) / 6000 | 92 kW (125 PS) / 6000 (Ethanol: 93 kW (127 PS) / 6000) | 85 kW (116 PS)            |
| max. Drehmoment bei min−1                   | 146 Nm / 3500–4500            | 150 Nm / 3500–4500    | 152 Nm / 4000 (Ethanol: 154 Nm / 4000)                 | 270 Nm                    |
| Kraftübertragung                            |                               |                       |                                                        |                           |
| Antrieb                                     | Vorderradantrieb              | Vorderradantrieb      | Vorderradantrieb                                       | Vorderradantrieb          |
| Getriebe, serienmäßig                       | 5-Gang-Schaltgetriebe         | Stufenloses Getriebe  | 5-Gang-Schaltgetriebe                                  | 1-Gang-Reduktionsgetriebe |
| Getriebe, optional                          | (Stufenloses Getriebe)        | —                     | (Stufenloses Getriebe)                                 | —                         |
| Antriebsbatterie                            |                               |                       |                                                        |                           |
| Energieinhalt                               | —                             | —                     | —                                                      | 40 kWh                    |
| Messwerte                                   |                               |                       |                                                        |                           |
| Höchstgeschwindigkeit                       | 170 km/h                      | 170 km/h              | 191 km/h (190 km/h)                                    | 130 km/h                  |
| Beschleunigung, 0–100 km/h                  | 12,5 s (12,7 s)               | k. A.                 | 9,8 s (11,1 s)                                         | 12,0 s                    |
| Kraftstoffverbrauch auf 100 km (kombiniert) | 6,5–6,9 l Super (6,6 l Super) | 6,9 l Super           | k. A.                                                  | —                         |
| elektrische Reichweite nach NEFZ            | —                             | —                     | —                                                      | 300 km                    |
| Tankinhalt                                  | 42 l                          | 42 l                  | 42 l                                                   | —                         |